# Résolution 165 du Conseil de sécurité des Nations unies
Membres permanents
- Chine (Taïwan)
- États-Unis
- France
- Royaume-Uni
- URSS

Membres non permanents
- Chili
- Sri Lanka
- Équateur
- Liberia
- Turquie
- RAU

Résolution no 164 Résolution no 166
La Résolution 165 est une résolution du Conseil de sécurité de l'ONU votée le 26 septembre 1961 concernant  la Sierra Leone et qui recommande à l'Assemblée générale des Nations unies d'admettre ce pays comme nouveau membre.

## Contexte historique
Le 27 avril 1961, le pays obtient son indépendance.  (issu de l'article Sierra Leone).
À la suite de cette résolution ce pays est admis à l'ONU le 27 septembre 1961,.

## Texte
- Résolution 165 Sur fr.wikisource.org
- Résolution 165 Sur en.wikisource.org